# تاکویا ایتو
تاکویا ایتو (ژاپنی: 伊藤 卓弥؛ زادهٔ ۳۰ دسامبر ۱۹۷۶) یک بازیکن فوتبال اهل ژاپن است.
از باشگاه‌هایی که در آن بازی کرده‌است می‌توان به باشگاه فوتبال یوکوهاما مارینوس و باشگاه فوتبال سرزو اوساکا اشاره کرد.